# Jelićka
Jelićka (cyr. Јелићка) – wieś w Bośni i Hercegowinie, w Republice Serbskiej, w mieście Prijedor. W 2013 roku liczyła 362 mieszkańców.